# Täby distrikt, Närke
Täby distrikt är från 2016 ett distrikt i Örebro kommun och Örebro län.
Distriktet ligger sydväst om Örebro.

## Tidigare administrativ tillhörighet
Distriktet inrättades 2016 och utgörs av en del av det område som fram till 1971 utgjorde Örebro stad där området före 1967 utgjorde Täby socken.
Området motsvarar den omfattning Täby församling hade vid årsskiftet 1999/2000.